# Latrape
Latrape település Franciaországban, Haute-Garonne megyében. Lakosainak száma 437 fő (2022. január 1.). Latrape Lézat-sur-Lèze, Bax, Canens, Carbonne, Castagnac, Lacaugne, Mailholas és Rieux-Volvestre községekkel határos.

## Népesség
A település népességének változása:
| Lakosok száma | 296  | 213  | 212  | 337  | 340  | 356  | 364  | 372  | 395  | 437  |
|               | 1968 | 1982 | 1990 | 2006 | 2013 | 2015 | 2017 | 2019 | 2020 | 2022 |